# Ecover
Az Ecover öko mosószer- és háztartási tisztítószergyártó cég. A belgiumi székhelyű vállalat csak természetes (növényi és ásványi eredetű) összetevőkből gyártja környezetkímélő és az emberi szervezet számára is biztonságos termékeit.

## A cég története
Az Ecover megalapítása egy belga kutató nevéhez köthető. Az akkor szappangyárban dolgozó Frans Bogaerts egy olyan mosóport szeretett volna, ami nem tartalmaz foszfátot, ezáltal nem szennyezi az élővizeket. Kísérleteit siker koronázta, majd 1980-ban piacra is dobta a világ első foszfát-, perborátmentes mosóporát. A cég története nem volt hullámvölgy nélküli. Az 1990-es évek elején komoly gazdasági nehézségekbe ütközött az Ecover. Befektetők segítségével sikerült megbirkózni a problémákkal, a legjelentősebb szerepe ebben a folyamatban  a dán származású (de svéd) Jörgen Philip-Sörensennek volt.
1999-ben jelentős változás történt a cég történetében: Jörgen Philip-Sörensen családja lett az Ecover új tulajdonosa. A svéd befektető és üzletember vezetése alatt tett szert a cég vezető szerepre piaci szegmensében. Most már 40 országban forgalmazzák a cég termékeit. Jelen vannak az Egyesült Államokban, és szándékoznak Ázsia felé is terjeszkedni. Az Európában található 3 gyárban összesen 30 ezer tonna tisztítószert gyártanak évente, és 35 féle terméket tartalmaz termék portfóliójuk.

## Cégfilozófia
Az Ecover elhivatott a környezetvédelem ügyében. 1992-ben építettek egy ökogyárat Malle-ban, amely az első [forrás?] ökogyár volt a világon. A gyárat újrahasznosítható és újrahasznosított anyagokból építették. Végig arra törekedtek, hogy minél kisebb legyen az ökológiai lábnyom, minél kisebb mértékben használják ki a természetet, minél kevesebb teret vonjanak el az élővilágtól. Ennek szellemében készült az épület teteje: a 6000 nm-es különleges zöld tetőn most már madarak is költenek, a zöld tető nem csak az élővilágnak kedvez, természetes módon szigetel is, energiatakarékos. Esővizet használnak a gépek tisztítására, a zuhanyzókban és a vécékben. A szükséges fényviszonyok megteremtése is abszolút energiatakarékosan történik. (Maga a tervezés és kivitelezés is a természetes fény felhasználását igyekezett kiaknázni) Az ökogyár igazi turista látványosság - 1000 ember nézi meg évente.
A cég célja, hogy minél több ember magáévá tegye a környezettudatos szemléletmódot. Az Ecover nemcsak a természete óvja, az állatokat is - 
nem végez állatkísérleteket. Az Ecover nevéhez fűződik a 14001 ISO szabvány bevezetése. (Ez az ISO szabvány egy olyan környezetközpontú irányítási rendszert körvonalaz, ami egy zöld vállalat keretein belül többek között támogatja a környezetszennyezés megelőzését is.) Számos elismerésben részesült az Ecover a környezetvédelemért végzett munkája miatt. Talán a legfontosabb az 1993 nyarán kapott UNEP(United Nations Environment Program – Egyesült Nemzetek Környezete Program) „A Föld 500 legnagyobb környezetvédője” cím.

## Termékek
Mivel a hagyományos mosószerek, mosogatószerek hatóanyagai lágyabb vízben tudják kellőképpen kifejteni hatásukat, vízlágyítóra, azaz foszfátra van szükségük. A foszfát azonban a szennyvízen keresztül az élővizekbe jutva eutrofizációt (algásodást) okoz, s ezzel a hal populációk tömeges pusztulását okozzák. Az Ecover termékekben nem található foszfát.
A hagyományos (nem öko, nem környezetbarát) háztartási tisztítószerek, mosószerek rendszerint tartalmaznak olyan vegyszereket, amelyek allergiát, bőrirritációt okozhatnak, és indokolatlanul terhelik az emberi szervezetet. Az Ecover termékek többek között nem tartalmaznak optikai fehérítőt, génmódosított összetevőket és szintetikus illatanyagokat sem. Mégis ugyanolyan hatékonyak, mint a vegyszerrel dolgozó termékek!
Az Ecover termékek ökocímkések, biológiailag, teljes mértékben lebomlanak, minimálisan terhelik élővizeinket. A csomagolások (a kupaktól, flakonon, dobozon át a címkéig) 100%-ig újrahasznosítható anyagból készülnek. A gyártás Belgiumban, Svájcban és Észak-Franciaországban zajlik.

### Termék típusok[2]
- Mosogatószerek: gépi és kézi mosogatószer
- Mosószerek: mosószer, folttisztító, öblítő
- Személyi higiéniai termékek: folyékony szappan, tusfürdő
- Tisztítószerek: általános, fürdőszobai, konyhai, WC, egyéb

## Partnerek
Az Ecover ma már a nemzetközi Ecover cégcsoport tagja. A cégcsoporthoz tartozik még a vízkezelési rendszereket forgalmazó Aquaver és a fenntarthatósági területen tevékenykedő Change Initiative nevű cég. Az Ecover cégcsoport 2012-ben felvásárolta a Method nevű céget, ami szintén öko háztartási tisztítószerek és tisztálkodási szerek gyártására specializálódott.